# 日本海ケーブルネットワーク
日本海ケーブルネットワーク株式会社（にほんかいケーブルネットワーク、Nihonkai Cable Network, Inc.、略称：NCN）は、鳥取県東部・中部をエリアとする日本海新聞（新日本海新聞社）系列のケーブルテレビ局である。また、いなばぴょんぴょんネットを運営する鳥取テレトピアと業務提携を行っており、番組の相互供給を受けている。

## 所在地
全て鳥取県。
- 本社・鳥取放送センター - 鳥取市富安2丁目137番地（日本海新聞本社ビル1F・6F）
- 倉吉放送センター - 倉吉市上井町1丁目156番地（日本海新聞中部本社ビル）

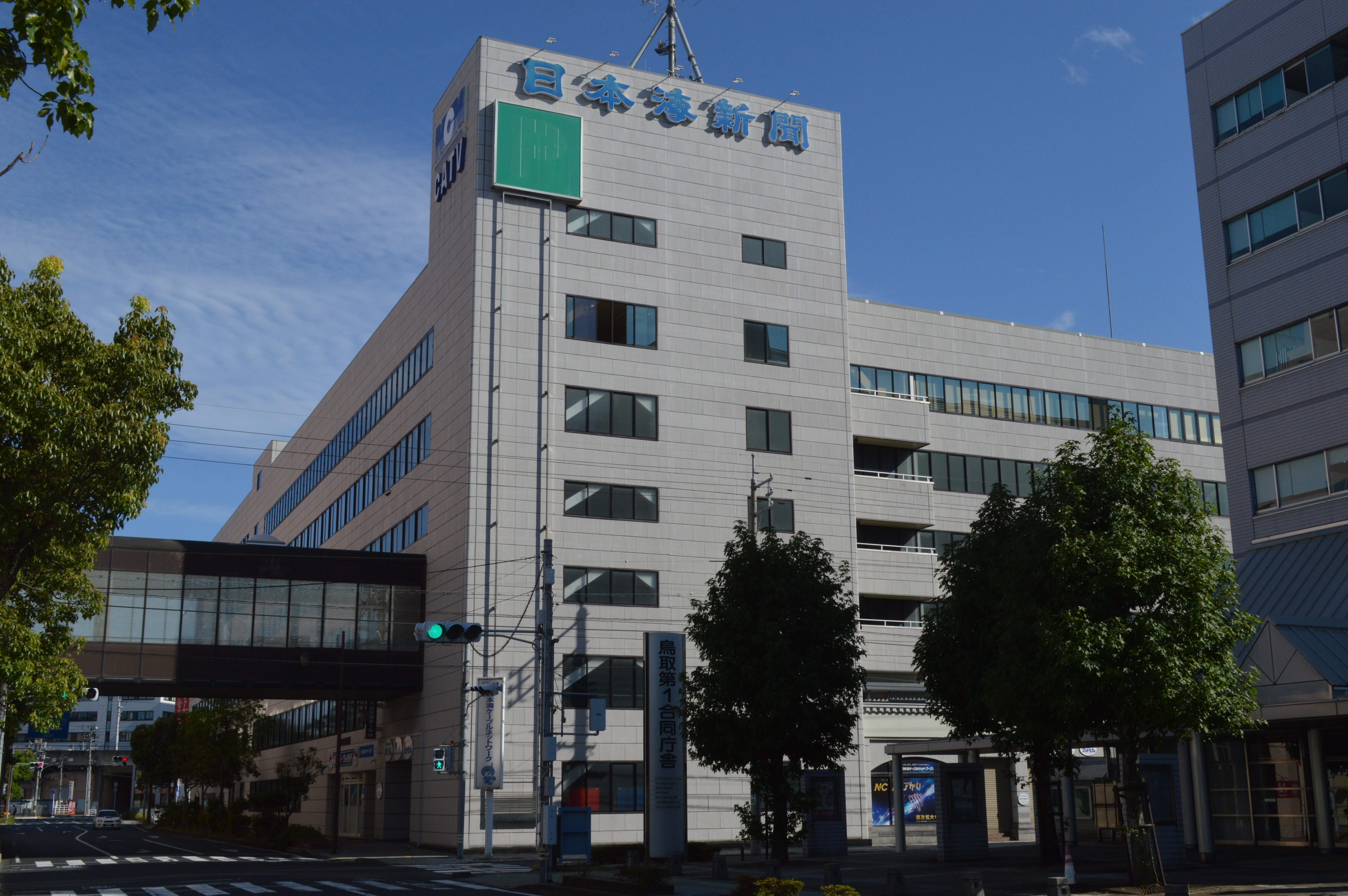
日本海新聞本社ビル
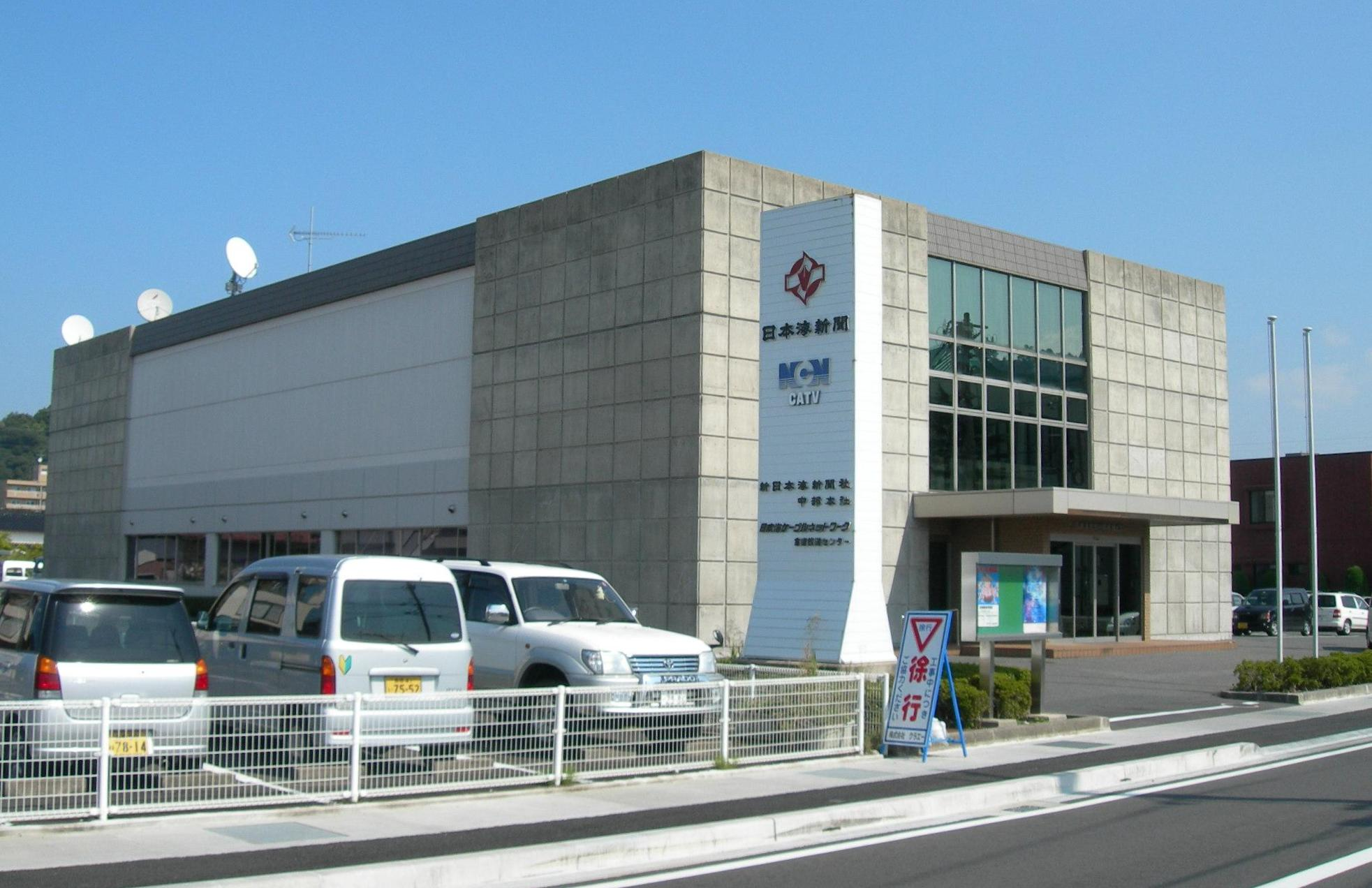
日本海新聞中部本社

## 沿革
- 1985年（昭和60年）3月4日 - 設立。
- 1991年（平成3年） - 鳥取市より資本出資を受け、第3セクターとなる。
- 1992年（平成4年）6月 - 鳥取地区で開局。同時期、倉吉市より資本出資を受ける。
- 1993年（平成5年）8月 - 倉吉地区で開局。
- 2000年（平成12年）7月1日 - 鳥取テレトピア（いなばぴょんぴょんネット）と業務提携。
- 2005年（平成17年）10月 - 鳥取市のケーブルテレビ事業によりサービス開始となる「国府町・福部町・気高町・鹿野町・青谷町地区」の加入申し込み開始[1]。2006年4月頃より工事完了世帯からサービス開始予定と公表[2]。
- 2006年（平成18年）
  - 8月25日 - 鳥取地区でFM鳥取の再送信を開始。
  - 10月1日 - 地上デジタル放送を開始。
  - 11月1日 - 倉吉地区でFM鳥取の再送信を開始。
- 2008年（平成20年）8月 - 岩美町ケーブルテレビ事業の運営事業者に選定される[3]。2010年4月の供用開始予定とされた[4]。
- 2010年（平成22年）
  - 3月31日 - 日本海新聞にて、岩美町ケーブルテレビ事業のサービス開始について報道された[5]。
  - 8月1日 - KDDIとの提携によるケーブルプラス電話のサービスを開始[6]。
- 2011年（平成23年）3月31日 - CSアナログサービス廃止。
- 2015年（平成27年）3月10日 - 12:00にデジアナ変換終了。いなばぴょんぴょんネットも同時に終了。

## サービスエリア
全て鳥取県。
- 鳥取地区 - 鳥取市[7]（本庁管轄区域の一部（主に市街地区域）・国府町・福部町・気高町・鹿野町・青谷町地区）
  - 国府町・福部町・気高町・鹿野町・青谷町地区は、鳥取市のケーブルテレビ事業により整備された[8][1]。
- 岩美地区 - 岩美郡岩美町
- 倉吉地区 - 倉吉市、東伯郡三朝町
- 自社以外の配信先 - 鳥取テレトピア（いなばぴょんぴょんネット）

## 主な放送チャンネル

### 地上波系列別再放送局
| エリア | NHK-G   | NHK-E   | NNN/NNS      | ANN            | JNN       | TXN            | FNN/FNS            | JAITS      |
| ------ | ------- | ------- | ------------ | -------------- | --------- | -------------- | ------------------ | ---------- |
| 鳥取   | NHK鳥取 | NHK鳥取 | 日本海テレビ | 朝日放送テレビ | BSSテレビ | テレビせとうち | さんいん中央テレビ | サンテレビ |
| 岩美   | NHK鳥取 | NHK鳥取 | 日本海テレビ | 朝日放送テレビ | BSSテレビ |                | さんいん中央テレビ | サンテレビ |
| 倉吉   | NHK鳥取 | NHK鳥取 | 日本海テレビ | 瀬戸内海放送   | BSSテレビ | テレビせとうち | さんいん中央テレビ | サンテレビ |

### テレビ局
括弧内の数字はリモコンキーIDを示す。
| チャンネル番号   | 放送局                                                                                        |
| 地上デジタル放送 | 地上デジタル放送                                                                              |
| ---------------- | --------------------------------------------------------------------------------------------- |
| 011(1)           | 日本海テレビ                                                                                  |
| 021(2)           | NHK鳥取Eテレ                                                                                  |
| 031-0(3)         | NHK鳥取総合                                                                                   |
| 061-1(4)         | 朝日放送テレビ （STB視聴、鳥取・岩美のみ）                                                    |
| 031-1(5)         | サンテレビ （STB視聴、鳥取・岩美）                                                            |
| 031-1(4)         | サンテレビ （STB視聴、倉吉）                                                                  |
| 051(5)           | KSB瀬戸内海放送 （STB視聴、倉吉のみ）                                                         |
| 061(6)           | BSSテレビ                                                                                     |
| 071(7)           | TSCテレビせとうち （STB視聴、岩美を除く）                                                     |
| 081(8)           | さんいん中央テレビ                                                                            |
| 111(11)          | NCNコミュニティーチャンネル                                                                   |
| 121(12)          | ぴょんぴょんチャンネル（鳥取のみ） NCN中部チャンネル（倉吉のみ） 岩美町チャンネル（岩美のみ） |
| 2K BS放送        |                                                                                               |
| 101(1)           | NHK BS                                                                                        |
| 141(4)           | BS日テレ                                                                                      |
| 151(5)           | BS朝日                                                                                        |
| 161(6)           | BS-TBS                                                                                        |
| 171(7)           | BSテレ東                                                                                      |
| 181(8)           | BSフジ                                                                                        |
| 191-193(9)       | WOWOW                                                                                         |
| 200-201(10)      | BS10・BS10スターチャンネル                                                                    |
| 211(11)          | BS11イレブン                                                                                  |
| 222(12)          | BS12トゥエルビ                                                                                |
| 231              | 放送大学テレビ                                                                                |
| 260              | J:COM BS                                                                                      |
| 265              | BSよしもと                                                                                    |
| 531              | 放送大学ラジオ                                                                                |
| 4K8K BS放送      |                                                                                               |
| 101(1)           | NHK BSプレミアム4K                                                                            |
| 141(4)           | BS日テレ 4K                                                                                   |
| 151(5)           | BS朝日 4K                                                                                     |
| 161(6)           | BS-TBS 4K                                                                                     |
| 171(7)           | BSテレ東 4K                                                                                   |
| 181(8)           | BSフジ 4K                                                                                     |
| CS放送           |                                                                                               |
| 016              | NHKワールドTV                                                                                 |
| 018              | お天気チャンネル                                                                              |
| 611              | スカイA                                                                                       |
| 612              | GAORA SPORTS                                                                                  |
| 613              | J sports 1                                                                                    |
| 614              | J sports 2                                                                                    |
| 610              | J sports 3                                                                                    |
| 615              | J sports 4                                                                                    |
| 617              | ゴルフネットワーク                                                                            |
| 618              | 日テレジータス                                                                                |
| 620              | ムービープラス                                                                                |
| 621              | 日本映画専門チャンネル                                                                        |
| 622              | チャンネルNECO                                                                                |
| 623              | V☆パラダイス                                                                                  |
| 625              | 東映チャンネル                                                                                |
| 626              | 衛星劇場                                                                                      |
| 630              | ファミリー劇場                                                                                |
| 632              | アクションチャンネル                                                                          |
| 634              | 時代劇専門チャンネル                                                                          |
| 635              | LaLa TV                                                                                       |
| 637              | ミステリーチャンネル                                                                          |
| 638              | TBSチャンネル1                                                                                |
| 639              | ディズニー・チャンネル                                                                        |
| 641              | アニマックス                                                                                  |
| 642              | キッズステーション                                                                            |
| 644              | AT-X                                                                                          |
| 645              | テレ朝チャンネル1 ドラマ・バラエティ・アニメ                                                  |
| 648              | チャンネル銀河                                                                                |
| 650              | CNNj                                                                                          |
| 651              | 日経CNBC                                                                                      |
| 654              | TBS NEWS                                                                                      |
| 655              | ヒストリーチャンネル                                                                          |
| 656              | ディスカバリーチャンネル                                                                      |
| 658              | テレ朝チャンネル2 ニュース・スポーツ                                                          |
| 660              | ミュージック・エア                                                                            |
| 662              | スペースシャワーTV                                                                            |
| 664              | 歌謡ポップスチャンネル                                                                        |
| 669              | TBSチャンネル2                                                                                |
| 670              | 囲碁・将棋チャンネル                                                                          |
| 671              | ショップチャンネル                                                                            |
| 672              | QVC                                                                                           |
| 676              | 釣りビジョン                                                                                  |
| 677              | 旅チャンネル                                                                                  |
| 680              | MONDO TV                                                                                      |
| 502              | Mnet                                                                                          |
| 504              | ディズニー・ジュニア                                                                          |
| 681              | フジテレビTWO                                                                                 |
| 682              | フジテレビONE                                                                                 |
| 689              | フジテレビNEXT                                                                                |
| 685              | グリーンチャンネル                                                                            |
| 686              | グリーンチャンネル2                                                                           |
| 690              | プレイボーイチャンネル ※                                                                      |
| 691              | レッドチェリー ※                                                                              |

※アダルト放送を視聴する場合は、通常の視聴契約とは別に、年齢確認を行う特別な手続きが必要。
- CSデジタル放送は日本デジタル配信を使用している。
- CS放送で「0」「2」で始まるチャンネル番号はSD放送（「NHKワールドTV」「お天気チャンネル」を除く）、「5」「6」で始まるチャンネル番号はHD放送。2013年6月に「NCN安心・安全チャンネル」「BBCワールドニュース」「お天気チャンネル」「プレイボーイチャンネル」「チャンネル・ルビー」を除いてHD放送に移行した（「お天気チャンネル」は2016年にHD放送に移行）。HD放送移行後のSD放送のチャンネル番号は旧契約の為、新規契約では利用出来ない。
- 2007年9月30日をもってアナログ放送の新規加入受付を終了した。
- 2008年3月31日をもってWOWOW・衛星劇場・スターチャンネルCSのアナログ放送を終了した（デジタルは引き続き放送）。
- 2011年3月31日にアナログCSチャンネル再送信終了。
- 2014年4月にCSデジタル放送の「NCN安心・安全チャンネル」「お天気チャンネル」「BBCワールドニュース」「プレイボーイチャンネル」「チャンネル・ルビー」以外のSDチャンネルは終了。
- 2016年に「お天気チャンネル」をHD放送に移行。

### ラジオ局
告知端末は鳥取市内の自社エリアのみの提供。
| 周波数(MHz) | 告知端末 | 放送局           |
| ----------- | -------- | ---------------- |
| 78.0        | 1        | Kiss FM KOBE     |
| 78.8        | 2        | V-air            |
| 82.5        | 3        | FM鳥取           |
| 85.8        | 4        | NHK鳥取FM        |
| 88.8        | 5        | NHK鳥取ラジオ第1 |

## インターネット接続サービス
テクノロジーネットワークスとの提携により実施されている。

## 電話サービス
KDDIとの提携による「ケーブルプラス電話」のサービスがある。ケーブルプラス電話は、岩美町エリアではサービスは実施されない。

## 主な出資団体
- 新日本海新聞社（日本海新聞、筆頭株主）
- 鳥取テレトピア（いなばぴょんぴょんネット）
- 鳥取県
- 鳥取市
- 倉吉市
- 三朝町